# Feigneux
Feigneux é uma comuna francesa na região administrativa de Altos da França, no departamento de Oise. Estende-se por uma área de 11,41 km². Em 2010 a comuna tinha 441 habitantes (densidade: 38,7 hab./km²).